# 오쿠마 아카네
오쿠마 아카네(일본어: 大熊 茜, 2004년 9월 15일 ~ )는 일본의 여자 축구 선수이다.

## 구단 경력
2022년 WE리그의 제프 유나이티드 지바에 입단하였다. 2024년 INAC 고베 레오네사로 이적했다.

## 국가대표팀 경력
그녀는 2024년 FIFA U-20 여자 월드컵에 참가할 일본 U-20 국가대표팀에 발탁되었으며, 7경기에 출전, 준우승에 기여했다.
2025년 EAFF E-1 풋볼 챔피언십에 참가할 일본 국가대표팀에 발탁되었으며, 7월 13일 대한민국와의 경기에서 데뷔했다.